# Чарівні чудові
«Чарівні чудові» — романтична мелодрама про дівчину, яка живе в власних фантазіях, які можуть впливати на вчинки людей та сповнювати їхні життя щастям.

## Сюжет
Молода жінка Белла Браун любить самотність і мріє стати дитячою письменницею. Але поки вона цілий день працює в місцевій бібліотеці та ледве зводить кінці з кінцями. До того ж героїня страждає від страху доторкнутися до рослин чи тварин, тому сад біля її орендованого будинку заріс. Буркотливий сусід Алфі, який обожнює садівництво поскаржився на неї і тепер вона має привести заднє подвір'я до ладу. Для Браун — це справжнє випробування, яке змінить її життя.

## У ролях
| Актор                  | Роль           |
| ---------------------- | -------------- |
| Джессіка Браун Фіндлей | Белла Браун    |
| Ендрю Скотт            | Вернон         |
| Том Вілкінсон          | Алфі Стівенсон |
| Джеремі Ірвін          | Біллі          |
| Анна Чанселлор         | Брамбл         |
| Шейла Генкок           | Мати-природа   |
| Шарлотта Еспрі         | видавець       |
| Лола Султан            | школярка       |
| Ейлін Девіс            | Міллі          |

## Створення фільму

### Виробництво
Основні зйомки проходили в Лондоні, Велика Британія.

### Знімальна група
- Кінорежисер — Саймон Ебауд
- Сценарист — Саймон Ебауд
- Кінопродюсери — Моніка Бакарді, Крістін Алдерсон, Андреа Іерволіно, Камі Нагхді
- Композитор — Анна Нікітін
- Кінооператор — Майк Ілі
- Кіномонтаж — Девід Чарап
- Художник-постановник — Александра Волкер
- Артдиректор — Лора Філліпс
- Художник по костюмах — Єн Фулчер
- Підбір акторів — Діксі Чассей[3].

## Сприйняття

### Критика
Фільм отримав позитивні відгуки. На сайті Rotten Tomatoes оцінка стрічки становить 68 % на основі 19 відгуків від критиків (середня оцінка 6,3/10) і 71 % від глядачів із середньою оцінкою 3,9/5 (355 голосів). Фільму зарахований «стиглий помідор» від кінокритиків та «попкорн» від глядачів, Internet Movie Database — 6,9/10 (3 433 голосів), Metacritic — 51/100 (10 відгуків критиків) і 7,2/10 від глядачів (5 голосів).

### Номінації та нагороди
| Нагороди та номінації фільму «Чарівні чудові» | Нагороди та номінації фільму «Чарівні чудові» | Нагороди та номінації фільму «Чарівні чудові» | Нагороди та номінації фільму «Чарівні чудові» | Нагороди та номінації фільму «Чарівні чудові» | Нагороди та номінації фільму «Чарівні чудові» |
| Рік                                           | Кінофестиваль/кінопремія                      | Категорія/нагорода                            | Номінант                                      | Результат                                     |                                               |
| --------------------------------------------- | --------------------------------------------- | --------------------------------------------- | --------------------------------------------- | --------------------------------------------- | --------------------------------------------- |
| 2017                                          | Еденбурзький міжнародний кінофестиваль        | Найкращий фільм                               | Саймон Ебауд, Ipso Facto Productions          | Номінація                                     |                                               |
| 2017                                          | Емденський міжнародний кінофестиваль          | Найкращий фільм                               | Саймон Ебауд, Ipso Facto Productions          | Номінація                                     |                                               |